# Comtat d'Egmont
El comtat d'Egmont té el seu origen a la senyoria del mateix nom. El primer senyor conegut fou Berwold, a finals del segle xi.
Juan II d'Egmont (fill i hereu de Joan I, mort el 1409) es va casar amb Maria d'Arkel, hereva de Güeldres i de Zutphen. Va morir el 1451 i va deixar dos fills: el gran Arnau que va rebre per la mare Güeldres i Zutphen (1423-1473) i Guillem que va rebre del pare la senyoria d'Egmont (1451-1483). Es va casar amb Walburga de Moers i van tenir dos fills: Joan III, que fou governador del comtat d'Holanda i senyor i comte (1486) d'Egmont (1483-1516) i Frederic, que fou senyor de Buren per matrimoni amb Maria de Culemburg (1472) elevat a comtat el 1492. Vegeu Comtat de Buren.
Joan III fou succeït com a comte d'Egmont pel seu fill Joan IV, casat amb Francesca, senyora de Fiennes, que fou comte d'Egmont i de Grave, i va morir el 28 d'abril de 1528. El va succeir el seu fill Lamoral, servidor extraordinari de l'emperador Carles I que el va fer príncep de Grave el 1540, però que va mirar d'aconseguir la independència dels Països Baixos, i fou executat el 1568. La seva mort va marcar el senyal per la lluita d'alliberament dels Països Baixos del poder espanyol.
El fill de Lamoral, Felip, tot i l'execució del seu pare fou fidel a Felip II de Castella, i va morir en combat a Ivry (1590). La successió del comtat d'Egmont i el principat de Grave va passar al seu germà Carles, mort el 18 de gener de 1620. El va succeir el seu fill Pròsper Lluís, mort el 27 de febrer de 1654, i a aquest el seu fill Felip Lluís mort el 16 de març de 1682. La seva filla i hereva Maria dels Àngels es va casar el 1695 amb Nicolau Pignatelli, duc de Bisaccia. Maria dels Àngels va morir la primavera del 1714 i Nicolau el 1719. La successió va passar al fill Procopi Carles, duc de Bisaccia, príncep de Grave i comte d'Egmont, mort el 22 de maig de 1743, amb el que es va extingir la família. El títol va passar a la seva germana Maria Francesca duquessa de Bisaccia.

## Comtes d'Egmont
- Senyors abans del 1100
- Joan I, senyor, mort el 1409
- Joan II 1409-1451
- Guillem 1451-1483
- Joan III 1483-1516 (senyor 1483-1486, després comte)
- Joan IV 1516-1528
- Lamoral 1528-1568
- Felip 1568-1590
- Carles 1590-1620
- Prosper Lluís 1620-1654
- Felip Lluís 1654-1682
- Maria dels Àngels 1682-1714
- Nicolau Pignatelli duc de Bisaccia 1695-1714
- Procopi Carles 1714-1743